# Купферберг (Верхняя Франкония)
Купферберг (нем. Kupferberg) — город в Германии, в земле Бавария.
Подчинён административному округу Верхняя Франкония. Входит в состав района Кульмбах. Население составляет 1032 человека (на 31 декабря 2010 года). Занимает площадь 8,28 км². Официальный код — 09 4 77 129.
Город подразделяется на 4 городских района.

## Население
По оценке на 31 декабря 2015 года население общины Купферберг составляет 1030 чел. 

| Дата      | 1840 | 1871 | 1900 | 1925 | 1939 | 1950 | 1961 | 1970 | 1987 | 2011 |
| --------- | ---- | ---- | ---- | ---- | ---- | ---- | ---- | ---- | ---- | ---- |
| Население | 987  | 954  | 883  | 924  | 968  | 1250 | 1131 | 1135 | 1148 | 1046 |

| Год       | 1960 | 1970 | 1980 | 1990 | 2000 | 2009 | 2010 | 2011 | 2012 | 2013 | 2014 | 2015 |
| --------- | ---- | ---- | ---- | ---- | ---- | ---- | ---- | ---- | ---- | ---- | ---- | ---- |
| Население | 1068 | 1120 | 1096 | 1165 | 1155 | 1034 | 1032 | 1052 | 1048 | 1033 | 1035 | 1030 |